# Flavio Severo
Flavio Valerio Severo, più raramente noto come Severo II (in latino Flavius Valerius Severus; Illiria, III secolo – Tres Tabernae, primavera/estate 307), è stato un imperatore e militare romano dal 305 al 307 nel contesto dell'organizzazione tetrarchica dell'impero.

## Biografia
Valerio Severo nacque nelle province illiriche da una famiglia di umili origini.
Era comandante dell'esercito, con un contingente ai suoi ordini. Era amico di Galerio; per sua intercessione fu coinvolto nella seconda tetrarchia: il 1º maggio 305, quando Diocleziano e Massimiano lasciarono il potere, Severo fu nominato Cesare d'Occidente del neo-augusto Costanzo Cloro, mentre Massimino Daia assunse la stessa dignità in Oriente, con Augusto Galerio. A Severo fu affidato il governo dell'Italia, della Rezia, del Norico e della diocesi africana.
Costanzo Cloro morì il 25 luglio 306 a Eboracum (York, Regno Unito); le truppe di Costanzo ne acclamarono il figlio Costantino imperatore. Galerio intervenne, offrendo a Costantino di riconoscerlo non come Augusto ma come Cesare, e Costantino accettò; Severo divenne allora augusto (estate 306). Ma il suo potere non era al sicuro, in quanto il 28 ottobre di quello stesso anno Massenzio, figlio di Massimiano, si fece proclamare imperatore dalle truppe a Roma. Anche questa volta Galerio si rifiutò di riconoscere l'usurpatore, e nel 307 inviò Severo (che quell'anno era console assieme a Massimino) da Milano a Roma con un esercito, allo scopo di deporre Massenzio. Poiché, però, gran parte dei soldati di Severo avevano servito sotto Massimiano, dopo aver accettato denaro da Massenzio disertarono in massa Severo. L'Augusto fuggì a Ravenna, dove fu assediato da Massimiano. La città era molto ben fortificata, cosicché Massimiano offrì delle condizioni per la resa che Severo accettò: fu preso da Massimiano e portato sotto scorta in una villa pubblica a Tres Tabernae (nei pressi dell'odierna Cisterna di Latina) nella parte meridionale di Roma, dove fu tenuto come ostaggio. Quando Galerio entrò a sua volta in Italia con un esercito, Massenzio ordinò la morte di Severo, che fu ucciso o costretto ad uccidersi (primavera/estate del 307). Fu sepolto nel mausoleo di Gallieno. Su ordine di Galerio, aveva decretato la soppressione della Guardia Pretoriana, ma ne fu impedito dall'usurpazione di Massenzio, sostenuto proprio dai Pretoriani.